# Bündelgerbe
Eine Bündelgerbe ist ein Objekt aus der algebraischen Topologie, das 1994 von Michael K. Murray definiert wurde. Es ist ein spezieller Typ einer Gerbe im allgemeinen Sinne, dessen besonderer Vorzug darin besteht, geometrische Zusatzstrukturen – zum Beispiel einen Zusammenhang – zu erlauben. Diese wiederum machen Bündelgerben mit Zusammenhang zu einem für Teile der Physik interessanten Objekt. 
Das physikalische Interesse beruht auf der Korrespondenz von Kategorifizierung auf mathematischer Seite und Stringifizierung auf der physikalischen Seite (beides sind keine wohldefinierten Begriffe): Eine Eichtheorie für punktförmige Teilchen wird durch ein hermitesches Geradenbündel mit Zusammenhang beschrieben. Geht man zu einer Stringtheorie über, so werden Teilchen durch Strings, und hermitesche Geradenbündel mit Zusammenhang durch hermitesche U(1)-Bündelgerben mit Zusammenhang ersetzt. In diesem Fall wird insbesondere eine abelsche Bündelgerbe interessant. Aber auch nicht-abelsche Bündelgerben scheinen Anwendungen in der M-Theorie zu finden.
Definition: Eine hermitesche U(1)-Bündelgerbe über einer glatten Mannigfaltigkeit {\displaystyle X} ist eine surjektive Submersion {\displaystyle \pi \colon Y\to X} zusammen mit einem hermiteschen Geradenbündel {\displaystyle L\to Y\times _{X}Y} und einem Isomorphismus {\displaystyle \mu \colon \pi _{12}^{*}L\otimes \pi _{23}^{*}L\to \pi _{13}^{*}L} von hermiteschen Geradenbündeln über {\displaystyle Y\times _{X}Y\times _{X}Y}.